# CZW殿堂
CZW殿堂（シー・ジー・ダブリューでんどう）は、CZWが認定している殿堂。

## 名簿
| 選手                 | CZWデビュー日 | 認定年 | 戴冠歴 |
| -------------------- | ------------- | ------ | --- |
| ロボ                 | 1999年2月     | 2004年 | ヘビー級王座：1回 \| タッグ王座：1回 \| アイアンマン王座：3回 |
| ニック・モンド       | 2000年5月     | 2004年 | タッグ王座：1回 \| アイアンマン王座：3回 \| トーナメント・オブ・デス：1回 |
| ワイフビーター       | 1999年8月     | 2009年 | ヘビー級王座：3回 \| タッグ王座：1回デスマッチ王座：1回 \| アイアンマン王座：4回 \| トーナメント・オブ・デス：2回 \| CZW軍の一員として大日本プロレスのタッグ王座：1回                                                        |
| ニック・ゲージ       | 1999年2月     | 2009年 | ヘビー級王座：4回 \| タッグ王座：4回 \| デスマッチ王座：1回 \| アイアンマン王座：2回 \| ウルトラバイオレントアンダーグラウンド王座：2回 \| トーナメント・オブ・デス：1回 \| CZW軍の一員として大日本プロレスのタッグ王座：1回 |
| ジョン・ダーマー     | 1999年2月     | 2009年 | タッグ王座：3回 |
| DJハイド             |               | 2014年 | アイアンマン王座：3回 \| トーナメント・オブ・デス：1回 |
| ラッカス             | 2001年        | 2015年 | ヘビー級王座：3回 \| タッグ王座：5回 \| ジュニアヘビー級王座：2回 \| ベスト・オブ・ザ・ベスト優勝 |
| ロビー・ミレノ       |               | 2015年 | タッグ王座 : 2回 |
| ドレイク・ヤンガー   | 2006年        | 2016年 | ヘビー級王座：2回 \| タッグ王座：1回 \| ジュニアヘビー級王座：1回 \| ウルトラバイオレントアンダーグラウンド王座：2回 \| トーナメント・オブ・デス：1回 \| ベスト・オブ・ザ・ベスト優勝                                        |
| ケビン・ホーガン     |               | 2017年 | |
| ラリー・レジェンド   |               | 2018年 | |
| トビー・クレイン     |               | 2018年 | タッグ王座：1回 \| アイアンマン王座：1回 |
| ナイト・ハットレッド |               | 2018年 | タッグ王座：3回 \| デスマッチ王座：2回 \| アイアンマン王座：1回 |
| サンジェイ・ダット   |               | 2019年 | ジュニアヘビー級王座：2回 \| ベスト・オブ・ザ・ベスト優勝 |
| ザ・メサイア         | 2002年        | 2019年 | ヘビー級王座：3回 \| アイアンマン王座：1回 |
| アダム・フラッシュ   | 2001年        | 2019年 | アイアンマン王座：2回 |
| ルフィスト           |               | 2019年 | アイアンマン王座：1回 |
| Bボーイ              | 2003年        | 2019年 | ヘビー級王座：1回 \| アイアンマン王座：1回 \| ベスト・オブ・ザ・ベスト優勝 |
| トレント・アシッド   | 1999年        | 2020年 | タッグ王座：4回 \| ジュニアヘビー級王座：3回 \| アイアンマン王座：1回 \| ベスト・オブ・ザ・ベスト優勝 |
| ネクロ・ブッチャー   | 2002年        | 2020年 | タッグ王座 : 1回 \| トーナメント・オブ・デス優勝 |
| ショーン・カーナハン |               | 2020年 | |